# Zoo Cup
Zoo Cup er en fransk/belgisk humoristisk tegnefilmsserie i 52 afsnit lavet af Pils Films i forbindelse med VM i fodbold 1994. Serien er en uafhængig efterfølger til 1992-serien Zoo Olympics.
Hvert af serien 2½ minut lange afsnit drejer sig om fodboldkampe mellem forskellige dyrearter så som giraffer, får, ulve, snegle, kænguruer osv. Der spilles i høj grad på både de forskellige dyrearters og fodboldens karakteristika og folkelige omdømme i både handling og tale: muldvarpene er nærsynede, næsehornene skal se at få hornet i bund osv.
Også officialerne og pressefolkene er dyr: Dommer Kok, der kan påvirkes af kraftige trusler men ikke af selv det mest ekstreme vejr, er hane, linjevogterne er pingviner, samaritterne gribbe, pressefotograferne krager og kommentatoren og normalt eneste talende, Søren Snog, er slange.
Serien er udsendt med dansk tale fordelt på både to og tre VHS-bånd.

## Crew og stemmer
- Instruktør: Jean-Paul Picha
- Manuskript: Jean-Paul Picha og Jean-François Henry
- Original stemme: Fily Keita[4]
- Dansk stemme: Carsten Werge[1]

## Kampe
| 1. Flodheste - Kænguruer 2. Ulve - Får 3. Skildpadder - Harer 4. Næsehorn - Elefanter 5. Søløver - Krokodiller 6. Ræve - Hunde 7. Ulve - Krokodiller 8. Høns - Ænder 9. Blæksprutter - Slanger 10. Søløver - Grise 11. Kænguruer - Frøer 12. Katte - Mus 13. Ænder - Egern 14. Blæksprutter - Flodheste 15. Høns - Slanger 16. Strudse - Krager 17. Flodheste - Strudse | 1. Elefanter - Mus 2. Kænguruer - Ræve 3. Tyre - Hulepindsvin 4. Hunde - Katte 5. Elefanter - Flodheste 6. Kænguruer - Kakerlakker 7. Kænguruer - Aber 8. Muldvarpe - Regnorme 9. Høns - Strudse 10. Frøer - Tyre 11. Krokodiller - Aber 12. Larver - Høns 13. Hunde - Krokodiller 14. Pingviner - Giraffer 15. Hunde - Ulve 16. Flodheste - Grise 17. Grise - Ulve 18. Snegle - Muslinger | 1. Næsehorn - Muldvarpe 2. Firben - Aber 3. Grise - Krokodiller 4. Malkekøer - Får 5. Skildpadder - Snegle 6. Blæksprutter - Ørkenøgler 7. Haner - Høns 8. Kalve - Grise 9. Tyre - Næsehorn 10. Krager - Ræve 11. Muldvarpe - Elefanter 12. Søløver - Næsehorn 13. Slanger - Haletudser 14. Cirkuselefanter - Elefanter 15. Næsehorn - Strudse 16. Giraffer - Får 17. Kænguruer - Termitter |